# صندوق التنمية الثقافي
صندوق التنمية الثقافي هو صندوق تنموي أُنشئ في 6 يناير 2021م، ويرتبط تنظيميًّا بصندوق التنمية الوطني. جاء إنشاء صندوق التنمية الثقافي ضمن مبادرات برنامج جودة الحياة وهو أحد برامج تحقيق رؤية المملكة 2030.

## سبب الإنشاء
يهدف الصندوق إلى تنمية القطاع الثقافي وتحقيق الاستدامة من خلال دعم النشاطات والمشاريع الثقافية؛ لتسهيل الاستثمار في الأنشطة الثقافية وتعزيز ربحية القطاع، وتمكين المهتمين من الانخراط في الأعمال الثقافية.
يركز الصندوق على دعم القطاعات الثقافية الستة عشر والتي حُددت ضمن الاستراتيجية الوطنية للثقافة، وذلك من خلال برامج تنموية، بآليات تمويل مختلفة صممت؛ لتمكين القطاع الثقافي في مجالات مختلفة، مثل:
- صناعة وتطوير المحتوى
- التعليم والتدريب
- دعم البنى التحتية
- نشر وتسويق المخرجات الثقافية
- تشغيل المرافق الثقافية
- تمكين التحول الرقمي في القطاع الثقافي بالإضافة إلى البرامج الاستثمارية.

يُقدم الصندوق الخدمات الاستشارية لجميع الجهات والأفراد العاملين في المجالات الثقافية، مثل: الاستشارات في الشؤون القانونية والمالية، وورش العمل التدريبية، وتسهيلات الأعمال، والتنسيق مع الجهات الحكومية الأخرى.
يسعى الصندوق أيضًا إلى تفعيل دور المنشآت الصغيرة والمتوسطة في القطاع الثقافي وتكوين شراكات استراتيجية فعَّالة مع جهات عدة في القطاع الحكومي، والخاص، والغير الربحي؛ لتحقيق التنمية المستدامة وتعزيز الأثر الإيجابي على القطاع الثقافي والممارسين فيه.

## المستفيدون من برنامج الصندوق
يستهدف الصندوق المنشآت والجمعيات والمؤسسات الأهلية التي تعمل في القطاعات الثقافية الستة عشر التي ترعاها وزارة الثقافة، مثل: (الموسيقى، والفنون البصرية، والمتاحف، والتراث الطبيعي، والفنون الأدائية، والمهرجانات والفعاليات الثقافية، والكتب، والهندسة المعمارية والتصميم، والأفلام والمحتوى المرئي، والأزياء، واللغة، وفنون الطهي، والشعر والأدب، والتراث الثقافي، والآثار، المكتبات)، أو في الخدمات المساندة لها، أو في تطوير التقنية أو المشروعات المتعلقة بالبنية التحتية التي تخدمها.

## برامج الصندوق

### برنامج الضمانات
هو برنامج يمنح الضمانات اللازمة لدعم المنشآت "متناهية الصغر"، و"الصغيرة"، و"المتوسطة" في القطاع الثقافي.

### برنامج تمويل قطاع الأفلام Ignite
هو برنامج يهتم بتمويل قطاع الأفلام وتحقيق الاستدامة، وتمكين القطاع الخاص من خلال حزم تمويلية؛ لدعم المحتوى المحلي وإنتاج وتوزيع الأفلام في المملكة العربية السعودية. ويستهدف البرنامج تمويل قطاع الأفلام للشركات الصغيرة والمتوسطة وشركات الإنتاج والتشغيل المحلية والدولية في قطاع الأفلام السعودي، بالإضافة إلى مزودي الخدمات الإنتاجية، مثل: الخدمات الإبداعية، والخدمات اللوجستية، وخدمات الأعمال. وفي فبراير 2024 أعلنت شركة الشرق الأوسط للاستثمار المالي (MEFIC Capital)، إطلاق الصندوق السعودي للأفلام برأس مال 100 مليون دولار، والذي يُعد خطوة استراتيجية نحو تعزيز الإنتاجات السعودية ذات المستوى العالمي.
يقدم برنامج تمويل قطاع الأفلام الدعم لفئات مختلفة من الأفلام الروائية والمسلسلات التلفزيونية، ويشمل الدعم الأنشطة الآتية:
- مراحل ما قبل الإنتاج.
- مراحل الإنتاج.
- مراحل ما بعد الإنتاج.
- مراحل التوزيع.
- مرحلة البنية التحتية والمنشآت الداعمة.

### برنامج تحفيز المشاريع الثقافية
هو برنامج يقدم الدعم والحوافز المالية اللازمة لمشروعات القطاع الثقافي المؤهلة؛ لتمكينها من بدء أعمالها، ودعم توسعها وتحسين جودة خدماتها ومخرجاتها، وذلك بشراكة وتمويل من برنامج "جودة الحياة".
قدم البرنامج في الدفعة الأولى 20 مشروعًا توزعت على ثمان قطاعات ثقافية، على النحو الآتي:
- قطاع الأفلام.
- قطاع الأدب والنشر والترجمة.[7]
- قطاع التراث.
- قطاع الفنون البصرية.
- قطاع المسرح والفنون الأدائية.
- قطاع الموسيقى.
- قطاع فنون الطهي.
- قطاع فنون العمارة والتصميم.

## رؤساء الصندوق الثقافي
| م | الرئيس                     | الفترة         | المصدر |
| - | -------------------------- | -------------- | ------ |
| 1 | محمد بن عبد الرحمن بن دايل | 20 يونيو 2021م | [ 8 ]  |
| 2 | ماجد بن عبد المحسن الحقيل  | 1 يونيو 2024م  | [ 9 ]  |